# Desclorfeniramina
La  desclorfeniramina è un principio attivo, un antistaminico sedativo che provoca un grado moderato di sedazione. È l'isomero destrogiro della clorfeniramina (che a sua volta è una mistura racemica) ed è dotatata di circa il doppio dell'attività della clorfenamina, in peso.

## Proprietà chimico fisiche
La desclorfeniramina si presenta come una polvere bianca e cristallina; è molto solubile in acqua; liberamente solubile in alcool, diclorometano e alcol metilico.

## Indicazioni
Come la clorfenamina la desclorfeniramina viene utilizzata nel trattamento sintomatico dell'allergia e di condizioni come l'orticaria e l'angioedema, Trova inoltre indicazione nel trattamento della rinite e congiuntivite e di diversi disturbi della pelle associati a prurito. Può essere impiegata anche in caso di emesi (vomito) gravidica.

## Farmacodinamica
La des-clorfeniramina maleato è l’isomero destrogiro della clorfeniramina; la molecola è un sedativo che causa un moderato grado di sedazione; il farmaco è anche dotato di proprietà anticolinergiche. Il composto destrogiro possiede una potenza antistaminica circa doppia rispetto alla forma racemica (la clorfeniramina).

## Farmacocinetica
La desclorfeniramina dopo somministrazione per via orale viene rapidamente assorbita dal tratto gastrointestinale. Le concentrazioni plasmatiche di picco si verificano entro 2,5-6 ore.
I metaboliti della molecola sono principalmente escreti con le urine: circa il 20% di una singola dose si viene eliminata nelle urine delle 24 ore.

## Controindicazioni
La desclorfeniramina è controindicata nei soggetti con ipersensibilità al principio attivo,  affetti da glaucoma, ipertrofia prostatica, stenosi del piloro o duodenali. È inoltre controindicata in pazienti con epilessia nota.

## Effetti indesiderati
Gli effetti indesiderati più comuni a seguito della somministrazione della molecola consistono nella sedazione e sonnolenza: questo è il motivo per cui è sconsigliato porsi alla guida di autoveicoli o attendere a mansioni lavorative pericolose dopo l'assunzione del farmaco. 
Altri effetti indesiderati sono: affaticabilità e astenia, scarsa coordinazione motoria, alterazioni della visione, capogiri e vertigini.
In particolare in età pediatrica è possibile il verificarsi di secchezza della bocca, stipsi, difficoltà nella minzione e ritenzione urinaria.

## Interazioni
La contemporanea assunzione di desclorfeniramina e altri antistaminici, alcool, antidepressivi, benzodiazepine o barbiturici può accentuare gli effetti di depressione del sistema nervoso centrale.